# رپتسه‌لاک
رپتسه‌لاک (به مجاری:  Répcelak) یک منطقهٔ مسکونی در مجارستان است که در واش واقع شده‌است. رپتسه‌لاک ۱۳٫۸۲ کیلومتر مربع مساحت و ۲٬۶۲۵ نفر جمعیت دارد.